# Cuvée St. Antoine
Cuvée St. Antoine is een Belgisch bier van hoge gisting.
Het bier wordt sinds 2005 gebrouwen in Brasserie artisanale du Flo te Blehen (Hannuit). Voorheen werd het in opdracht van Brasserie du Flo vzw gebrouwen bij brouwerij du Bocq te Purnode en brouwerij Van Steenberge te Ertvelde.

## Varianten
- Blonde, goudblond bier met een alcoholpercentage van 7,5%
- Brune, donkerbruin bier met een alcoholpercentage van 9%